# Битка за Отес
Битка за Отес била је једна од битки у опсади Сарајева 1992. Циљ ове битке је био да ВРС заузме Отес и избаци АРБиХ из тог насеља. Битка је трајала од 1. до 5. децембра и резултирала је српском побједом.

## Ток битке
У битци за Отес је командовао Зоран Боровина на српској страни, а на хрватско–муслиманској је био Маринко Пејић. Битка је почела у зору 1. децембра 1992. Борбе су у прва два дана биле веома тешке за ВРС, јер је терен био урбана средина у којој је сваки објекат било тешко ухватити. До 4. децембра ВРС остварује велике териториалне добитке и слама АРБиХ–ХВО линију одбране. Али са вечерњим борбама тог дана, командант Боровина је са неколико добровољаца извршио диверзантски препад на непријатељске положаје. Током акције међу његове борце је бачена ручна бомба коју је пуковник Боровина покушао да врати, у процесу она је експлодирала у његовој десној руци. Тјело команданта Боровине су његови војници однјели у ратну болницу Жича у Блажују, гдје га је око 21 сат констатовао мртвим хирург Миодраг Лазић. Ујутро 5. децембра 1992. године завршиле су се борбе за Отеса и ово Сарајевско насеље је потпуно подпало под контролу Војске Републике Српске. У част пуковника Зорана Боровине, Отес је истог дана преименован у Зораново и то име је носио до егзодуса 1996. године.
Након битке за Отес покренута је битка за Азиће, која је имала исти резултат српском побједом.